# شناور یامهدی

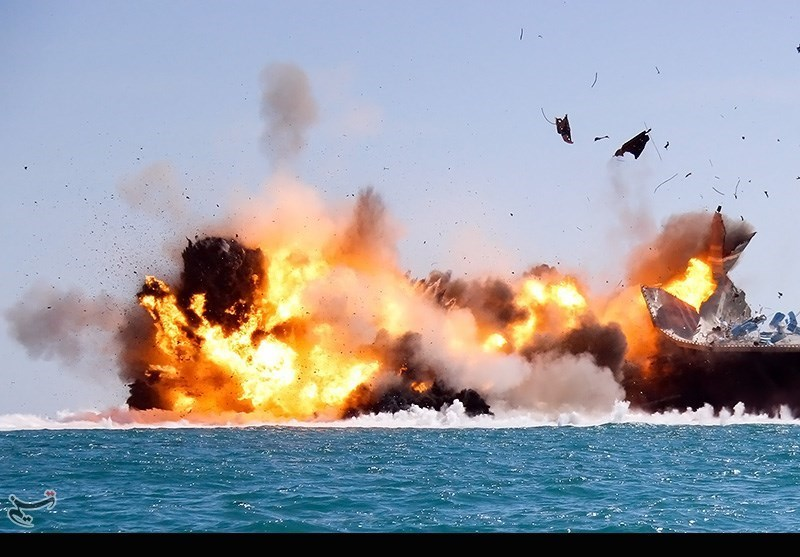
لحظه برخورد شناور انتحاری

شناور تندرو یامهدی یک شناور بدون سرنشین پرسرعت، مجهز به حسگرهای مختلف و دارای سه مقر پرتاب راکت است. این شناور با بدنه کامپوزیتی دارای سطح مقطع راداری پایین بوده و می‌تواند به صورت کنترل از راه دور هدایت شود. قایق «یامهدی» بر اساس یک قایق سرنشین دار دونفره گشتی ساخته شده و شناوری «اثرسطح» محسوب می‌شود که دارای ویژگی‌هایی از طرح قایق‌های کاتاماران بوده و توان حرکت سریع در دریای مواج را دارد.
شناور «یامهدی» دارای طول ۱۱٫۹ متر، عرض ۳٫۱ متر و ارتفاع ۱٫۵ متر با آبخور ۶۵ سانتی‌متری است. جرم آن ۵٫۸ تن بوده و دارای دو موتور ۶۶۰ اسب بخار است که آن را به سرعت ۵۰ نات برابر ۹۲٫۵ کیلومتر بر ساعت (۲۵٫۶۹ متر بر ثانیه) می‌رساند.